# Relación inarmónica
Una relación inarmónica  (también denominada relación falsa o relación cruzada) es el nombre de un tipo de disonancia que a veces ocurre en música polifónica, más generalmente en música vocal del Renacimiento. 
El término describe i) una "contradicción cromática"  entre dos notas que suenan simultáneamente (o en proximidad cercana) en dos voces o partes diferentes, o ii) en la música escrita antes de 1600, la ocurrencia de un tritono entre dos notas de acordes adyacentes.

Ejemplo 1) de Ave Verum Corpus, por William Byrd.

En el ejemplo superior, una relación falsa cromática ocurre en dos voces adyacentes que suenan al mismo tiempo (mostrados en rojos). La voz de tenor canta Sol♯ mientras los graves cantan Sol♮ momentáneamente, produciendo el enfrentamiento de un unísono aumentado.

Ejemplo. 2), ejemplo típico de una relación falsa en el Estilo Barroco Tardío.

En este caso, la relación falsa es menos pronunciada: el contradictorio Mi♭ (soprano) y Mi♮ (grave) (octava disminuida) no suena simultáneamente.♭♮ Aquí la relación falsa ocurre porque la voz superior está descendiendo en una tonalidad menor, y por tanto toma las notas de la escala menor melódica que desciende (el sexto grado diatónico). La voz de graves asciende y por tanto hace uso de la escala menor melódica ascendente (el sexto grado ascendente).
La relación falsa es en este caso deseable ya que esta alteración cromática sigue una idea melódica, el naciente melódico menor. En tales casos las relaciones falsas tienen que ocurrir entre voces diferentes, cuando sucede que no pueden ser producidos por el semitono aquello ocurre diatónicamente en un modo o escala de cualquier clase. Esta aproximación horizontal a la escritura polifónica refleja las prácticas de los compositores en el Renacimiento y período Tudor, particularmente en composición vocal, pero se ve también, por ejemplo, en el hexacordo fantasías de William Byrd (para teclado). De hecho, la música vocal de esta era no presentaba a menudo esta notación accidental en el manuscrito (ver Música ficta);  los cantantes experimentados decidían si eran o no apropiados en un contexto musical dado.
Muchos compositores a partgir de fines del sigo XVI comenzaron a usar intencionadamente este efecto como recurso expresivo, como Mozart. Esta práctica continuò en la era Romántica, y puede escucharse, por ejemplo, en la música de Chopin.